# Большие Поляны (Мордовия)
Большие Поляны — село в Ардатовском районе Мордовии. Входит в состав Редкодубского сельского поселения.

## География
Расположено в 15 км от районного центра и 11 км от железнодорожной станции Ардатов.

## История
Поселения с подобным названием в Ардатовском уезде отмечены с 17 в.; слово «поляна» (полянка) означало «поле без посева, окружённое лесом; отдельный сенокос, пашня в пустошах».
По сведениям 1859 г., Палгуши (Поляны) — деревня владельческая при пруде из 110 дворов (758 чел.). Мордовское название Палгуши означает «опалённая поляна, выжженная поляна».
Во 2-й половине 19 в., когда в ардатовских лесах появились новые населённые пункты с таким же названием, село стало называться Большие Полянки (Поляны).
В 1913 году в Больших Полянах насчитывалось 268 дворов (1565 чел.); имелись церковь и 2 школы.
В 1934 году образован колхоз им. Калинина, с 1997 г. — СХПК «Ардатовский».

## Население
| 1859 | 1913  | 2002 | 2010 |
| ---- | ----- | ---- | ---- |
| 758  | ↗1565 | ↘244 | ↘214 |

## Инфраструктура
Неполная средняя школа, клуб, библиотека, почта, медпункт, магазин. Значительная часть населения работает в Ардатовском психоневрологическом доме-интернате и СХПК «Ардатовский».

## Люди, связанные с селом
Среди уроженцев — генерал-майор В. М. Малкин.

## Источник
- Энциклопедия Мордовия, С. Г. Девяткин.